# Dubem Amah
Dubem Amah (* 18. Juli 2008) ist ein irischer Leichtathlet, der sich auf den Sprint spezialisiert hat.

## Sportliche Laufbahn
Erste Erfahrungen bei internationalen Meisterschaften sammelte Dubem Amah im Jahr 2025, als er bei den U20-Europameisterschaften in Tampere in 21,76 s den siebten Platz im 200-Meter-Lauf belegte.
2025 wurde Amah irischer Hallenmeister in der 4-mal-200-Meter-Staffel.

## Persönliche Bestzeiten
- 100 Meter: 10,61 s (−0,8 m/s), 5. Juli 2025 in Tullamore
- 200 Meter: 21,30 s (+1,9 m/s), 9. August 2025 in Tampere
  - 200 Meter (Halle): 22,11 s, 9. März 2025 in Athlone